# Wieprz
Wieprz (în poloneză: [ˈvjɛpʂ] ⓘ, cu sensul de „Porc”; în ucraineană Вепр, transliterat: Vepr) este un râu din centrul-estul Poloniei, afluent al râului Vistula.

## Geografie
Este al nouălea râu cel mai lung al țării, cu o lungime totală de 349 km și cu un  bazin hidrografic de 10.497  km² aflat în întregime în Polonia. Cursul său în apropierea orașului Łęczna include zona protejată cunoscută sub numele de Parcul Natural Wieprz (în poloneză: Nadwieprzański Park Krajobrazowy). 
Râul își are izvoarele în lacul Wieprz, în apropiere de Tomaszow Lubelski, și se varsă în Vistula, lângă Deblin. Wieprz este conectat la un alt râu, Krzna, prin canalul Wieprz-Krzna care are o lungime de 140 de kilometri și a fost construit în perioada 1954 - 1961. Natura sa este foarte diversă.  În meandrele râului, multe în formă de U, se află numeroase păsări, vidre europene și castori europeni (brebi). 
La Nielisz, un sat din Voievodatul Lublin, în powiatul Zamość, la aproximativ 15 km nord-vest de Zamość, a fost construit un lac de acumulare printr-un baraj pe Wieprz.  Aici a fost amplasată o centrală hidroelectrică.
Afluenții săi sunt Świerszcz, Pór, Łętownia, Werbka, Rakówka, Żółkiewka, Łopa, Marianka, Giełczewka, Bystrzyca, Minina, Bylina, a prawymi Łabuńka, Wolica, Wojsławka, Siennica, Bzdurka, Rejka, Mogielnica, Świnka, Tyśmienica, Zalesianka și Irenka.

## Istorie
În timpul războiului polono-sovietic, unitățile armatei a 4-a poloneze s-au concentrat de-a lungul râului Wieprz, pregătindu-se pentru bătălia de la Varșovia. În septembrie 1939, în timpul invaziei Poloniei, a avut loc bătălia de la Tomaszow Lubelski pe râul Wieprz. 

## Orașe străbătute
Râul Wieprz curge prin sau pe lângă următoarele orașe:
- Krasnobród
- Zwierzyniec
- Szczebrzeszyn
- Krasnystaw
- Łęczna
- Lubartów
- Dęblin